# Condado de Isle of Wight
El condado de Isle of Wight (en inglés: Isle of Wight County), fundado en 1634, es uno de 95 condados del estado estadounidense de Virginia. En el año 2000, el condado tenía una población de 29,728 habitantes y una densidad poblacional de 36 personas por km². La sede del condado es Williamsburgo.

## Geografía
Según la Oficina del Censo, el condado tiene un área total de 940 km² (362,9 mi²), de la cual 818 km² (315,8 mi²) es tierra y 122 km² (47,1 mi²) (12.93%) es agua.

### Condados y ciudades independienets adyacentes
- Newport News (noroeste)
- Suffolk (sureste)
- Condado de Southampton (sur y oeste)
- Franklin (suroeste)
- Condado de Surry (noreste)

## Demografía
Según la Oficina del Censo en 2000, los ingresos medios por hogar en el condado eran de $52,597, y los ingresos medios por familia eran $37,853. Los hombres tenían unos ingresos medios de $37,853 frente a los $22,990 para las mujeres. La renta per cápita para el condado era de $20,235. Alrededor del 8.30% de la población estaban por debajo del umbral de pobreza.

## Localidades
- Smithfield
- Windsor

### Comunidades no incorporadas
- Battery Park
- Benns Church
- Burwell's Bay
- Carrollton
- Carrsville
- Central Hill
- Indika
- Isle of Wight
- Lawson
- Mogart's Beach
- Raynor
- Rescue
- Rushmere
- Stott
- Walters
- Wills Corner
- Zuni